# Аврора біла
Авро́ра бі́ла, зоряниця Авсонія, зоряниця-римлянка (Euchloe ausonia, Hubner, 1804) — метелик родини біланових. Один з близько 20 видів роду; єдиний вид роду у фауні України. Вид занесений у Червону книгу України.

## Опис
Антени головчасті, білуваті. Розмах крил — 36–49 мм. Загальний фон забарвлення крил — білий. Мають темно-сіру пляму з рядком білих цяточок на вершині досить гострих передніх крил та досить велику дистальну пляму, яка зливається з костальним краєм. Задні крила з невиразним блідо-сірим малюнком — відбитком візерунку нижньої сторони крила. Самиці більші за самців, всі чорні плями крила в них збільшені, особливо дистальна пляма.

## Спосіб життя
Дає 1—2 генерації на рік. Літ метеликів — з квітня по червень. Самка відкладає яйця по одному на нижню поверхню листка або в нерозвинені суцвіття хрестоцвітих. Через 7 — 10 днів з'являється гусениця; живлячись квітками та листям протягом 31—34-х діб, вона перетворюється на лялечку. 90 % лялечок із гусениць першої генерації зимують; їхній розвиток без діапаузи триває 26—27 діб.

## Поширення
Ареал охоплює Середземномор'я, Західну, Центральну і Північну Азію.
Гірські рідколісся, у степовій смузі — цілинні ділянки, чагарники в балках і ярах, місцевості вздовж лиманів і морського узбережжя, іноді сільськогосподарські угіддя.

## Підвиди
В Україні єдиний підвид: Euchloe ausonia volgensis, Krulikovsky, 1897. Зустрічається на Кримському півострові, у Херсонській, Донецькій та Одеській областях
Також виділяють:
- Euchloe ausonia graeca (Verity, 1925) (Греція, Південний Сибір)
- Euchloe ausonia pulverata (Christoph, 1884) (Тянь-Шань)
- Euchloe ausonia volgensis Krulikovsky, 1897 (південна Росія)
- Euchloe ausonia melisande Frühstorfer, 1908 (Йорданія)

## Охорона
Чисельність виду переважно незначна; подекуди у Криму досить звичайний, там кількість метеликів у пік льоту може досягати до 20 особин на 1 га. Причинами зміни чисельності є розорювання цілинного степу, викошування і випалювання трави, застосування пестицидів.
Охороняється у Карадазькому природному заповіднику. Пропонується створити ентомологічні заказники у місцях перебування популяцій, заборонити на їхній території випасання худоби, викошування та випалювання трави. Розмноження у неволі не проводилось.